# عین البیضا، حماة
عین البیضا (به عربی: عین البیضا) یک روستا در سوریه است که در ناحیه وادی العیون واقع شده‌است. عین البیضا ۳۱۹ نفر جمعیت دارد.